# Ehrenstern des Landesfeuerwehrverbandes Sachsen-Anhalt
Der Ehrenstern des Landesfeuerwehrverbandes Sachsen-Anhalt wird in Anerkennung und Würdigung von Verdiensten für hervorragende Leistungen im Feuerwehrverbandswesen sowie im Feuerwehrwesen im Allgemeinen im Land Sachsen-Anhalt verliehen. Er wurde am 22. Februar 2008 gestiftet. Der Ehrenstern kann in vier Stufen verliehen werden:
- Bronzener Ehrenstern am Bande
- Silberner Ehrenstern am Bande
- Goldener Ehrenstern am Bande
- Goldener Ehrenstern am Stecker

## Design
Der Ehrenstern ist als achteckiger, auf einer Spitze stehender, goldfarbener Stern ausgeführt, auf dessen Vorderseite befindet sich im Mittelpunkt das Symbol des Landesfeuerwehrverbandes Sachsen-Anhalt, welches im unteren Teil von Eichenlaub umrahmt ist. Das Ordensband und die Bandschnalle sind in den Landesfarben Gelb/Schwarz ausgeführt.